# پشه
پشه (نام علمی: Culicidae) به گروهی از حشرات گفته می‌شود که در خانوادهٔ Culicidae قرار می‌گیرند. جنس مادهٔ بیشتر گونه‌های پشه زندگی انگلی دارند و از راه خوردن خون جانوران دیگر از جمله پستانداران، پرندگان، خزندگان، دوزیستان و حتی برخی از ماهی‌ها تغذیه می‌کنند و برخی از آن‌ها بی‌مهرگان را نیز هدف قرار می‌دهند. خونی که از این راه از دست می‌رود ناچیزتر از آن است که اهمیتی داشته باشد اما خارش تحریکی محل گزش می‌تواند یک عامل آزاردهنده جدی باشد. مهم‌تر از آن برخی از گونه‌های پشه به عنوان ناقل بیماری‌های گوناگون عمل می‌کنند و عامل بیماری را از یک میزبان به یک میزبان دیگر منتقل می‌کنند. مالاریا، تب زرد، ویروس نیل غربی و فیلاریازیس از خطرناک‌ترین انواع بیماری‌های هستند که توسط برخی انواع پشه منتقل می‌شوند.

## طبقه‌بندی و نام
پشه از زیرشاخهٔ شِش‌پایان (Hexapoda)، زیرردهٔ بالداران (Pterygota)، بالاراستهٔ هام‌دگردیسان (Endopterygota)، زیرراستهٔ نخ‌سرونیان (Nematocera)، فروراستهٔ پشه‌شکلان (Culicomorpha)، بالاخانوادهٔ پشه‌سانان (Culicoidea)، خانوادهٔ پشگان (Culicidae) است.

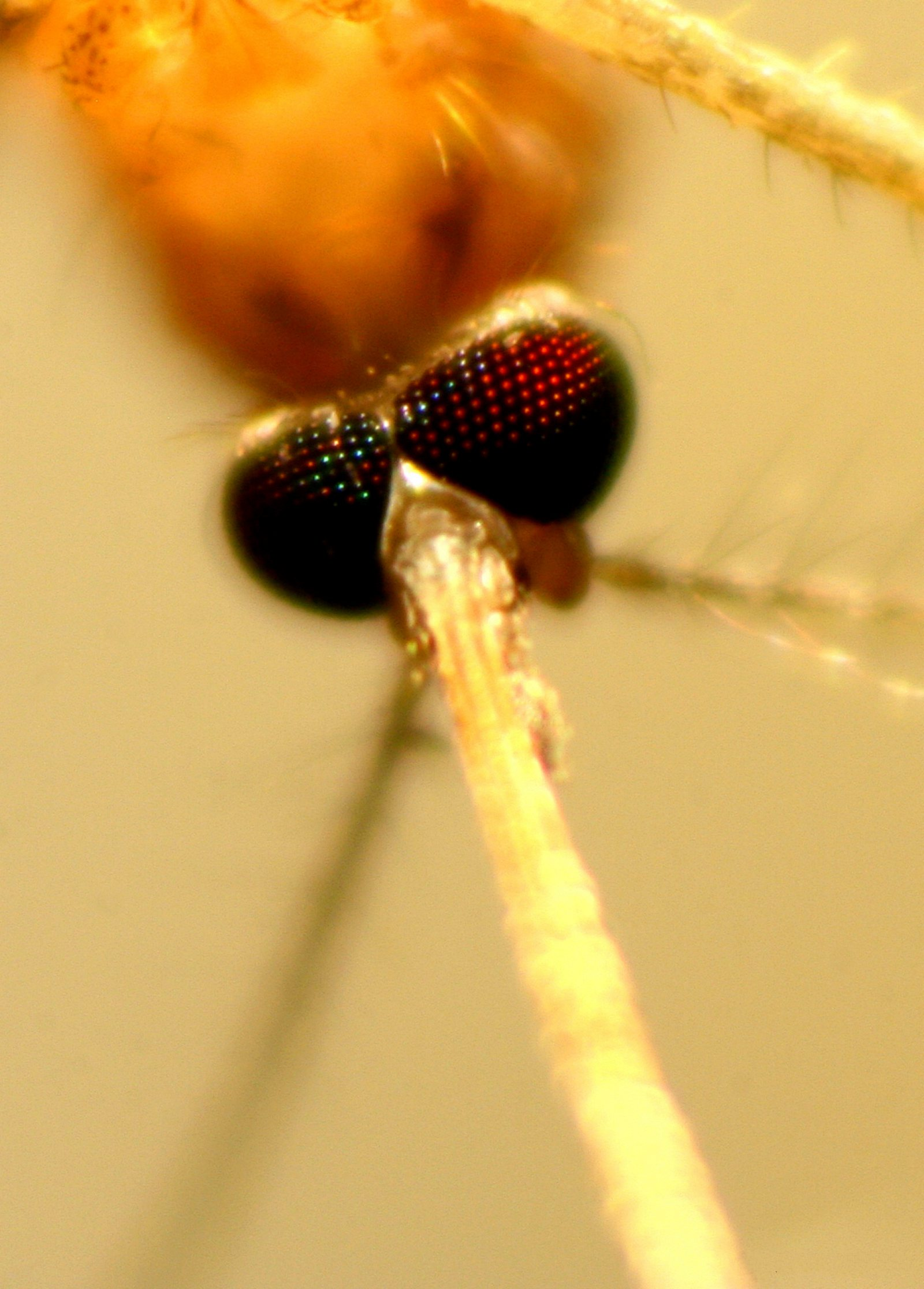
Mosquitoes-macro -siamak sabet

نام‌های دیگر قدیمی برای پشه در فارسی عبارت است از: موشه، سارخک، سارشک، سپیدپر، دَر، بُدّ و خموش و پشه کوری.